# Нікорник буроголовий
Ніко́рник буроголовий (Apalis alticola) — вид горобцеподібних птахів родини тамікових (Cisticolidae). Мешкає в Центральній і Східній Африці. Раніше вважався конспецифічним з сірим нікорником.

## Опис
Довжина птаха становить 12—13 см. Верхня частина тіла сірувато-коричнева, тім'я і щоки шоколадно-коричневі. Нижня частина тіла білувата. Лапи рожевуваті, очі світло-оранжеві. Виду не притаманний статевий диморфізм. У молодих птахів верхня частина тіла має оливковий відтінок, нижня частина тіла жовтувата. Крайні стернові пера білі, повністю або частково, наступні три пари пер мають білі кічники.

## Підвиди
Виділяють два підвиди:
- A. a. dowsetti Prigogine, 1973 — високогір'я Марунґу (схід ДР Конго);
- A. a. alticola (Shelley, 1899) — від півночі Анголи, півдня ДР Конго і півночі Замбії до Малаві, Танзанії і південного заходу Кенії.

## Поширення і екологія
Буроголові нікорники поширені в Анголі, Демократичній Республіці Конго, Замбії, Малаві, Танзанії і Кенії. Вони живуть в гірських тропічних лісах на висоті від 1000 до 2200 м над землею.